# آنتونیو کاتانیا
آنتونیو کاتانیا (انگلیسی: Antonio Catania؛ زادهٔ ۲۲ فوریهٔ ۱۹۵۲) بازیگر اهل ایتالیا است.
از فیلم‌هایی که وی در آن نقش داشته‌است، می‌توان به من با یک پلیس ازدواج کردم، مدیترانه، نیروانا، شام، علاج محافظ شخصی، بدترین هفته زندگی‌ام، شورای مصر و اتوبوس شب اشاره کرد.
کاتانیا در سال ۱۹۹۹ برنده جایزه انجمن ملی فیلم ایتالیا بهترین بازیگر نقش مکمل مرد شده‌است.